# Cemendur
Cemendur es un personaje ficticio del legendarium del escritor británico J. R. R. Tolkien. Es un dúnadan, primogénito de Meneldil. Nació en el año 3399 de la Segunda Edad del Sol, posiblemente en Minas Ithil, donde su padre vivía, y siendo así el primero de los reyes de Gondor que nació en la Tierra Media.
Sucedió a su padre en el trono tras su muerte, en el año 158 de la Tercera Edad del Sol, y se convirtió así en el cuarto rey de Gondor. Fue un reinado de paz y sin acontecimientos importantes, por lo que no se narran en la historia. Cemendur murió en 238 T. E., siendo sucedido por su hijo Eärendil.

## Etimología
El nombre de Cemendur está compuesto en la lengua quenya, costumbre que tuvo su origen en Númenor y que el rey Elendil inició también en los reinos exiliados de Gondor y Arnor tras su fundación. El significado del nombre es «sirviente de la tierra», que se obtiene a partir los términos que lo forman:
- Cemen : significa «tierra».
- -ndur : también como -ldur, es un sufijo que denota servidumbre, por lo que se puede traducir como «sirviente de».